# Dízelmotor
A dízelmotor (régebbi írásmóddal Diesel-motor) belső égésű motor, amelynek működési elvét a német Rudolf Diesel szabadalmaztatta 1893. február 23-án.

## Alapkoncepciója
A dízelmotor szerkezetében hasonlít a nála ismertebb mechanizmusú Otto-motor, avagy benzinmotor felépítéséhez, hiszen alapvetően mindkettő henger(ek)ből, dugattyú(k)ból, főtengelyből, kiegyenlítő-tömeg(ek)ből, vezérműből, szelepekből stb. épül fel, s mindkettő a négy ütem – szívás, sűrítés, terjeszkedés és kipufogás – szerint dolgozik, de működése és az azt kiszolgáló berendezések jelentősen eltérnek.
A fő különbség, hogy a dízelnél a tüzelőanyag (leginkább gázolaj) gyújtószikra segítsége nélkül, a legalább hússzoros kompresszió (légsűrítés) miatti felmelegedés hatására öngyulladással ég el és végez munkát a hengerben. Az Otto-motorok benzin+levegő keveréket kapnak a karburátorból, viszont a dízelmotor hengere csak levegőt szív be, azt sűríti, az adagoló az égéstérben felhevült levegőbe fecskendezi az üzemanyagot.
Van kétütemű dízelmotor is amelynek kétszer magasabb a teljesítménye az azonos henger-térfogatú négyüteművel szemben. A kétütemű dízelmotorokat főleg olyan helyen használják, ahol a nagyobb súlyának nincs jelentősége, például mozdonyokban, hajókban és bányászati teherautókban.

## Működési elve
1. Szívás – tiszta levegő beszívása

Dízelmotor működése, a gázolaj befecskendezését a piros nyíl jelöli

2. Sűrítés – levegő sűrítése, amitől az felhevül
3. Munkavégzés – a sűrített, felhevült levegő a befecskendezett üzemanyagot begyújtja
4. Kipufogás – az égéstermék távozása

A dízelmotor tiszta levegőt szív be, és azt sűríti össze. A nagy nyomás miatt a levegő felmelegszik. Ebbe a forró levegőbe az adagolószivattyú dízelolajat fecskendez be, amely magas hőmérsékleten külön gyújtóberendezés (gyertya) nélkül meggyullad, elég. A dízelmotorokat gyakran alkalmazzák személygépkocsik, teherautók, autóbuszok, hajók, mozdonyok hajtására, de tengeralattjárók, és repülőgépek számára is készültek dízelmotorok.
Keverékképzése az úgynevezett minőségszabályozás elvén működik, azaz a beszívott levegő mennyisége azonos, csak a befecskendezett tüzelőanyag mennyisége változik. Ezzel szabályozható a fordulatszám. Ellentétben a benzinmotorral, amely az úgynevezett mennyiségszabályozás elvén működik, azaz ott viszonylag állandó arányú a hengertérbe kerülő benzin-levegő keveréke.

## Fejlődése
Az első kísérleti motorok növényi olajjal üzemeltek; később vetődött fel a petróleum és foltbenzin gyártás hulladékaként keletkező „dízelolaj” használatának lehetősége.
Nehézkessége és nagy mérete miatt lassan nyert teret alkalmazása, kezdetben csak stabil motorként használták, generátorok meghajtására. Jonas Hesselman svéd mérnök 1904-ben feltalálta az irányváltós motort, ami hajómotorként történő alkalmazását is lehetővé tette. Később vasúti vontatóknál is elterjedt a dízelmotor. 1924-től csatlakozott a Ganz dízelprogramjához Jendrassik György is. 1927 és 1947 között Ganz-Jendrassik néven kerültek forgalomba ezek az erőgépek. 1947-ben Jendrassik elhagyta az országot.
A második világháborúban a T–34 harckocsik dízelmotorja jelentősen nagyobb hatótávolságot tett lehetővé, mint a vetélytársak benzinmotorja, jelentősen kisebb tűzveszély mellett. Közúti forgalomban csak a 20. század második felétől jelentek meg, először a teherfuvarozásban, majd a személygépkocsikban is.
Részarányuk elhanyagolható volt elsősorban a viszonylag alacsony lökettérfogat/teljesítmény arányuk, valamint kényelmetlen üzemeltethetőségük miatt. Ez az 1990-es évek közepére változott meg a turbófeltöltő, majd a common rail technológia bevezetésével és elterjedésével. Ezzel a dízelmotorok a benzinmotorok egyenrangú társává, sőt vetélytársává váltak. A common rail motorokat a FIAT fejlesztette ki (JTD), majd a Bosch megvásárolta a licencet 1997-ben. 1998-ban a Mercedes-Benz a Bosch által továbbfejlesztett közvetlen befecskendezéses rendszert tette a dízelmotorjaira (CDI).
A dízelek eladása folyamatosan emelkedett az 1990-es években, majd nagyjából 2005 és 2017 között, az úgynevezett „dízelbotrány” (más nevén: emissziós botrány) kipattanásáig, elsősorban Nyugat-Európában, a dízelmotorral szerelt autók eladásai meghaladták a benzinmotorral szerelt járművekét. Ez a tendencia Magyarországon is lezajlott, az újonnan forgalomba állított autók már 45-50%a dízeles volt 2010-2017 között. Azóta a dízelek eladási részaránya folyamatosan és erősen csökken, habár a benzineseké is, a hibrid, illetve elektromos autók rovására.
A dízelmotorok azért tudtak főképp a teherszállításban előretörni, mert a benzinmotorokhoz képest alacsonyabb a fajlagos fogyasztásuk. Ez a szerkezeti sajátosságokból adódik: a nagyobb (kb. 1:20) kompresszió jobb termodinamikai hatásfokot tesz lehetővé, azonos lökettérfogatú benzin- és dízelmotorok közül a dízel – jobb hatásfoka és az üzemanyag magasabb hőértéke miatt – kevesebbet fogyaszt. Az üzemszerűen működő belső égésű motorok ezért általában dízelmotorok.

## Működési sajátosságai
A dízelmotor a benzinessel ellentétben jelentős mennyiségű kormot és nitrogén-oxidot bocsát ki. Ennek megértéséhez fontos tudni a lényegi különbséget a levegő-üzemanyag keverékképzés folyamatában. A hagyományos Otto-motornál a keverékképzés az égéstéren kívül történik és ezáltal elegendő idő áll rendelkezésre az üzemanyag elpárolgására és elkeveredésére. A dízelmotornál a befecskendezés röviddel a FHP (felső holtpont) előtt történik és a magas hőmérséklet hatására a befecskendezett üzemanyagsugár külső felülete szinte azonnal égni kezd. Az égés előrehaladtával meggyullad az üzemanyagsugár belseje is. A belső rész égéséhez viszont nincs már elég oxigén, mivel az a külső burok égésekor elhasználódott. A magas koromkibocsátás erre a lokálisan dús égésre vezethető vissza. A magas nitrogén-oxid kibocsátást főleg a lokálisan magas hőmérséklet okozza, amelynek hatására a levegőben található nitrogén és oxigén egymással reagálva nitrogén-monoxidot (NO) hoz létre amely később részben nitrogén-dioxiddá (NO2) oxidálódik. Az ezen az úton képződött NO-t termikus NO-nak hívjuk, és a folyamatot a Zeldovich-képlet írja le. A termikus NO teszi ki a NO kibocsátás 90-95%-t. A termikus NO-n kívül még a prompt NO-t érdemes megemlíteni.
A kibocsátások csökkentésére – akárcsak az Otto-motor esetében – több stratégia is kínálkozik.
Az első, költségtakarékosabb lehetőség a károsanyagok belsőmotorikus csökkentése, melynek során pl. magasabb befecskendezési nyomással, nagyobb arányú és hűtött EGR-rel (exhaust gas recirculation, kipufogógáz-visszavezetés), magasabb töltőnyomással, nagyobb töltőlevegő-hűtővel, optimálisabb égéstér-geometriával, belső örvényléssel (drall), alacsonyabb sűrítési viszonnyal mérséklik a károsanyagok keletkezését. Ennek két fő hátránya van: az egyik, hogy az euro 5-ös és euro 6-os határértékeket sok esetben nem lehet velük elérni, a másik, hogy ezek a lépések részben a fogyasztás rovására mennek.
A második lehetőség a károsanyag kibocsátás motoron kívüli csökkentése, kezelése. Elsőként említendő a kétutas oxidációs katalizátor, ami a CO- es HC-kibocsátás csökkentésére szolgál. A következő lényeges eleme a dízelmotorok károsanyag-kezelő rendszerének a DPF (Diesel részecskeszűrő, Diesel Particulate Filter), amely a kipufogógázban található részecskéket - főleg a kormot - szűri ki. A dízel károsanyag-kezelés utolsó fontos eleme a NOx-kibocsátás csökkentése. Ez történhet SCR katalizátorral vagy NOx-tároló katalizátor segítségével, amely megköti szegénykeverékes üzemben a kipufogógáz NOx-et és dús üzemállapotban redukálja N-né és CO2-dá. Nagy méretű motoroknál alkalmazott megoldás a többfuratú befecskendező fúvóka alkalmazása, a nagy mennyiségű tüzelőanyag több sugárban, ezért nagyobb felületen érintkezik a levegővel, az égés folyamán az oxigénellátás egyenletesebb. A több fúvókán kiáramló üzemanyag örvénylést is kelt a kompressziótérben, tovább javítva a keveredést.
Erre csak a 2000-es évek elejére találtak megfelelő megoldásokat: ezek közül az egyik a szelektív katalitikus utánkezelés (SCR), a másik a koromszűrő.
Az SCR-technológia során a kipufogógázt egy katalizátorba vezetik, ahol egy különleges folyadékot (AdBlue) adnak hozzá. Ezáltal a motor beállításai lehetnek olyanok, hogy ne kormoljon, mert a nagyobb mennyiségben kibocsátott egyéb káros anyagok a katalizátorban átalakulnak. A korommentes égés ugyanis erősen megnöveli a kipufogógáz nitrogén-oxid-tartalmát, aminek a szintjét szintén lejjebb kellene szorítani.
A koromszűrő lényegesen egyszerűbb: egy hosszú fémhengerből áll, a belsejében vékony, kacskaringós járatokkal, melyekben megmarad a korom. Ennek főképp a kiégetése jelent gondot, hiszen egy idő után eltömődik. Erre az autógyártók különböző módszereket dolgoztak ki. Hosszan tartó, közel állandó közepes vagy magas fordulatszám esetén (például autópályán történő haladáskor) felmelegedne annyira a kipufogó, hogy a korom magától kiégjen, de ha erre nincs lehetőség, a motorvezérlés mesterségesen hevíti túl a motort. Ilyenkor az összes elektromos fogyasztót bekapcsolja és a befecskendezést az optimálistól eltérően időzíti, hogy a kipufogógázok hőmérséklete minél nagyobb legyen. A nagy hőhatástól aztán a korom kiég a szűrőből, és az újra el tudja látni feladatát.
A motor felépítése is más, mert azt kell elviselnie, amitől a benzinmotor csapágyai, dugattyúi és hengerfejtömítései kiolvadnak, illetve szétégnek: az öngyulladásos égést. Ezért aztán a csapágyak más anyagból készülnek, a hengerfejtömítés erősebb (kamionokon még így is gyakran ez a motor gyenge pontja), a főtengely anyaga, szerkezete és edzése is a lökésszerű terheléshez van méretezve – bár egy jól beállított dízelmotor nem fejt ki nagy lökést gyulladáskor. Ezt az úgynevezett gyulladási késedelem helyes beállításával lehet elérni. A gyulladási késedelem a tüzelőanyag befecskendezése és az égés kezdete közötti idő. Optimális esetben ez az érték nagyon kicsi, az égés hamar indul meg és fokozatosan zajlik le. Ha a gyulladási késedelem megnő (túl korán fecskendez be az adagoló, illetve a sűrítés a kopás miatt csökken), akkor az égés később indul meg, ám jóval hevesebb, így nagyobb terhelést jelent a forgattyús mechanizmusnak.
Az alacsonyabb üzemi fordulatszám néhány egyéb alkatrész módosítását is kikényszeríti: a víz- és olajszivattyúk áttételezése, szerkezete más, hogy alacsonyabb főtengelyfordulat esetén is ugyanúgy el tudják látni kenő-, illetve hűtőanyaggal a motort, mint a benzinmotorok esetében.
A legnagyobb különbség azonban a hengerfejekben mutatkozik: míg a benzinmotoroknál az égéstér kialakítása viszonylag egyszerű, a dízelmotor égéstere bonyolultabb formájú. Ebben a tekintetben a közvetlen befecskendezéses dízel áll a legközelebb a benzinmotorhoz, a leglényegesebb eltérés az, hogy az égéstérbe a szelepek mellett két egyéb alkatrész kerül:
1. az izzítógyertya, amely indítás előtt melegíti az égésteret, hogy a befecskendezett gázolaj az izzítógyertyával egyáltalán nem érintkezve (a különben alacsony sűrítési véghőmérséklet ellenére is) meggyulladjon. Azért nem érintkezhet a gázolaj a gyertyával, mert az jóval túlhaladja a gázolaj öngyulladását, így a robbanás előbb következne be, mint ahogy kéne. Általános tévhit, hogy az izzítógyertya minden indulásnál, és minden hőmérsékleten izzít. A legtöbb autóban (még a 20 évesekben is), ha a hűtőfolyadék hője eléri a 15 Celsius-fokot, akkor nem következik be az izzítás. Az „izzítás-jel” a műszerfalon egy kontroll lámpa, ha indítás előtt nem villan fel, akkor gond van az izzítógyertyákkal. Bizonyos alkalmazásokban (pl. hajók, vonatok, teherautók) nem alkalmaznak izzítógyertyát. Ez azért lehetséges, mert az égéstér osztatlan (MAN, Sauer, MAN-HM, Hesselman stb.), így az üzemanyag több része közvetlenül a felforrósodott levegőhöz ér. Beindítása, főleg hideg időben nehézkes, régen a teherautók alá tüzet raktak. Ma már csak olyan helyeken alkalmazzák, ahol ritkán állítják le őket, pl. úgynevezett "álló" motorként és hajókban.
2. a porlasztó, amely az üzemanyagot befecskendezi.

A régebbi rendszerű örvény- és előkamrás dízelmotoroknál az égéstér osztott volt: az egyik térrészbe szívta be a motor a levegőt és a kipufogás is innen történt, a másik térrészben pedig a porlasztó helyezkedett el. Ez a két rész össze volt kapcsolva, de úgy, hogy a beáramló levegő minél hevesebb örvénylésbe kezdjen, ezáltal a befecskendező kamrájába került gázolaj a lehető legjobban elkeveredjen a levegővel.
Égéstér kialakítások:
- Előkamrás
- Légkamrás*
- Örvénykamrás
- Dugattyúban elhelyezett örvénykamrás
- MAN
- Hesselman

## Dízelmotorok az autósportban
A dízelmotoroknak sokáig csak a teherautókban, autóbuszokban és taxikban volt létjogosultságuk, azonban a common-rail technológia, a változtatható geometriájú turbófeltöltő és a piezotűs adagoló lehetővé tette, hogy viszonylag nagy fordulatszámra képes, tömegükhöz képest magas teljesítményű dízelmotorok épülhessenek. Ezek azonban pörgősségben még mindig nem veszik fel a versenyt az Otto-motorokkal, így rövidtávú versenyeken egyelőre nem szerepelnek. Hosszútávú futamokon azonban, ahol az üzemanyag-fogyasztás döntő fontosságú, már van esélyük. A korai Le Mans-i próbálkozások azonban kudarcba fulladtak. Az első fontosabb eredményt 1998-ban egy BMW 320d érte el, mikor is megnyerte a 24 órás nürburgringi futamot, ez után azonban sokáig semmit sem lehetett hallani a dízelmotoros versenyautókról. Öt évvel később a Dakar-ralin a Volkswagen gyári csapata indított 1.9-es TDI-motorral szerelt Touaregeket, majd 2004-től nagyobb hengerűrtartalmú (2.5 literes), de azonos technikájú dízelmotorral futó Race Touaregeket. A Dakart eddig még nem tudták megnyerni a típussal (legjobb eredményük 2005-ben egy összetett 3. hely volt Jutta Kleinschmidt és Fabrizio Pons jóvoltából), de a 2008-as Dakar Series első versenyén, a CE Rallyn Carlos Sainz már győzelemre vitte a versenyautót. A Volkswagen-konszern máshol is igyekszik kihasználni a dízelmotorok előnyeit: a Le Mans-ban addig ötször diadalmaskodó Audi-csapat TFSI-motoros R8R-jeit TDI-motoros R10-esek váltották a 2006-os versenyen. Eleinte mindenki kíváncsi volt, vajon az alacsonyabb fogyasztás behozhatja-e a dízelmotor teljesítményhátrányát, de a 8-as rajtszámú, Frank Biela-Marco Werner-Emanuele Pirro trió által vezetett autó győzni tudott. Egy évvel később már ellenfelük is akadt a szintén dízelmotoros Peugeot 908 FAP "személyében", ami ráadásul újabb lépésként a koromszűrőt is bevezette a versenypályára. Az Audi csapata azonban ismét győzni tudott ugyanebben a felállásban. A két hosszútávú versenyautónak más nagyszerű eredményei is vannak, azonban a dízelmotor elismertségének kialakítása szempontjából kétségkívül a legismertebb, legnagyobb nevű franciaországi verseny a legjelentősebb. A 2008-as szezonban a gázolajos versenyautók újabb sorozatban jelentek meg: a WTCC-ben indultak TDI-motoros Seat Leonok, szintén a VW-csoport akciójának részeként, és megnyerték a világbajnoki címet mind a konstruktőri, mind az egyéni versenyben. Ez azért jelent áttörést, mert a WTCC a Dakarral és a Le Mans-hoz hasonló versenyekkel ellentétben rövidtávú pályaverseny, jellegében közelebb áll a Formula–1-hez és a Formula–3-hoz.